# Hans von Sponeck
Hans Emil Otto von Sponeck, född 12 februari 1888 i Düsseldorf, död 23 juli 1944 i Germersheim, var en tysk (preussisk) militär. Under andra världskriget tjänstgjorde von Sponeck som kårbefälhavare på östfronten och deltog bland annat i den tyska erövringen av Sevastopol 1942. Under samma fälttåg fråntogs han sitt befäl på grund av ordervägran och dömdes året därpå till sex års fängelse. För misstänkt inblandning i det misslyckade 20 juli-attentatet mot Hitler avrättades von Sponeck av SS-soldater den 23 juli 1944.

## Minne
Efter krigsslutet och nazistregimens fall firades von Sponecks minne bland annat genom att en flygbas i dödsorten Germersheim döptes till “General-Hans-Graf-Sponeck-Kaserne”. År 2015 kom dock namnet av politiska skäl att ändras till “Südpfalz-Kaserne”.